# Grantley Goulding
Pour les articles homonymes, voir Goulding.
Grantley Thomas Smart Goulding, né le 23 mars 1874 à Hartpury dans le Gloucestershire et décédé en 1944 à Umkomaas dans le Natal (Afrique du Sud), a été un ancien athlète, vice-champion olympique lors des Jeux olympiques d'été de 1896 à Athènes pour le Royaume-Uni de Grande-Bretagne et d'Irlande.
Grantley Goulding est né dans une riche famille de fermiers du Gloucestershire. Il émigre par la suite en Afrique du Sud pour s'installer sur la côte du Natal.
Grantley Goulding a acquis une réputation locale de bon coureur dans le Gloucestershire car il gagne nombre de courses dans l'année 1895. Lors d'une réunion à Gloucester il gagne le champion d'Afrique du Sud mais le succès lui échappe lors des championnats AAA où il termine dernier de sa série.
Goulding dispute le 110 mètres haies à Athènes. Il termine premier de sa série qualificative pour la finale dans un temps de 18,4 secondes. Lors de la finale il n'a qu'un concurrent, Thomas Curtis des États-Unis d'Amérique après le retrait des deux autres finalistes. Un mauvais début de Goulding est décisif; malgré un retour dans la deuxième partie, il ne parvient pas à rattraper Thomas Curtis. Finalement, les officiels déclarent que Curtis a gagné avec une avance de cinq centimètres. Les deux ont un temps de 17,6 secondes.

## Palmarès

### Jeux olympiques
- Jeux olympiques de 1896 à Athènes (Grèce) :
  - athlétisme :
    -  Médaille d'argent en 110 m haies.